# Altamahaw-Ossipee
Altamahaw-Ossipee és una concentració de població designada pel cens dels Estats Units a l'estat de Carolina del Nord. Segons el cens del 2000 tenia 996 habitants.

## Demografia
Segons el cens del 2000, Altamahaw-Ossipee tenia 996 habitants, 399 habitatges i 276 famílies. La densitat de població era de 166,5 habitants per km².
Dels 399 habitatges en un 35,3% hi vivien nens de menys de 18 anys, en un 52,6% hi vivien parelles casades, en un 11,3% dones solteres, i en un 30,6% no eren unitats familiars. En el 26,8% dels habitatges hi vivien persones soles l'11,8% de les quals corresponia a persones de 65 anys o més que vivien soles. El nombre mitjà de persones vivint en cada habitatge era de 2,5 i el nombre mitjà de persones que vivien en cada família era de 3,04.
Per edats la població es repartia de la següent manera: un 26,4% tenia menys de 18 anys, un 6,6% entre 18 i 24, un 32,3% entre 25 i 44, un 23,1% de 45 a 60 i un 11,5% 65 anys o més.
L'edat mediana era de 37 anys. Per cada 100 dones de 18 o més anys hi havia 89,4 homes.
La renda mediana per habitatge era de 35.375 $ i la renda mediana per família de 46.250 $. Els homes tenien una renda mediana de 24.250 $ mentre que les dones 19.228 $. La renda per capita de la població era de 17.541 $. Entorn del 5,7% de les famílies i el 8,7% de la població estaven per davall del llindar de pobresa.

## Poblacions més properes
El següent diagrama mostra les poblacions més properes.